# Rez-tető
A Rez-tető az Udvarhelyi-dombság legmagasabb hegye Székelyudvarhelytől 10 km-re nyugatra. Magassága 932 méter. A hegycsúcsról feltáruló panoráma: balra Zetelaka, mögötte Zeteváralja, szemben Máréfalva, mögötte a Hargita csúcsai, kicsit jobbra a Szarkakő, előtte Székelyudvarhely és jobbra a félig kopasz 625 méter magas Budvár. Orbán Balázs Székelyföldről írott munkájában nagyon dicsérte a hegyről látható csodás panorámát:
Oh kedves utazó! ha utazási vágy, ha a székely nemzet iránti vonzódás, elvezettek a Rabonbánok ős honába, ha meglátogattad a most lábaim alatt szerényen meghuzódó Budvárt, ezen hős nép harcz- és vallás-főnökeinek büszke sasfészkét; ha alább-leirtan hún-vezér, Kadicsa várát megvizsgáltatta veled a történeti emlékek iránti tisztelet: ne resteld onnan a könnyen megmászható Reztetőre felhatolni, s bizonnyal áldani fogsz az élvezetért, mit utasitásom következtében itt nyerendesz; mert ily nagyszerü körlátvány kevés van a földgömbön, ehez hasonlót még az e tekintetben oly dús Székelyföld is csak nehányat tud felmutatni.

## Külső hivatkozások
- Rez-tető (fotó galéria),erdely-szep.hu
- Rez-tető, geocaching.hu
- Orbán Balázs:A Székelyföld leírása, mek.oszk.hu
- Szent Anna tó lovastúra - 9 napos vonaltúra a gyergyói es csiki havasokban, lovasok.hu